# Naughty Nineties
Naughty Nineties ist ein amerikanischer Pornofilm des Regisseurs Gordon Vandermeer aus dem Jahr 1990 und gilt als Hardcore-Feature Film. Er beinhaltet Cumshot-, Anal- und Facial-Szenen.

## Handlung
Beverly ist zu Besuch bei Jocelyn und sie sind in Jocelyns Schlafzimmer. Jocelyn spricht über ihre Jungfräulichkeit und darüber, an welchen Jungen sie sie verlieren möchte. Sie gibt zu, dass sie nicht genau weiß, was Masturbation ist, weil sie in einem Elternhaus aufgewachsen ist, in dem Sex als etwas Schmutziges angesehen wurde. Beverly ist verwirrt, zeigt ihr aber, wie man es macht, und beide Mädchen befriedigen sich gegenseitig und kommen zum Höhepunkt.
Kevin ist mit seiner Freundin Paula Price im Wohnzimmer beschäftigt, aber als Beverly zu Besuch kommt will sie, dass er sich versteckt. Beverly erzählt ihr, dass Jocelyn ihre Jungfräulichkeit verlieren wird, Paula bittet sie aber zu gehen und lieber später darüber zu reden, da sie beschäftigt ist. Kevin treibt es mit ihr und nach ausgiebigen Zärtlichkeiten erweist sich Paula als sehr geübt im leidenschaftlichen Praktizieren von Fellatio. Die beiden haben Sex in der Hündchenstellung auf dem Sofa, wobei Kevin nach ihrer leidenschaftlichen Behandlung mit Leichtigkeit in sie eindringt. Zuerst bewegt Paula ihre Hüften, um mit dem Geschlechtsverkehr zu beginnen, aber Kevin schließt sich bald mit tiefen Stößen an und dringt vollständig in sie ein. Das Paar macht zunächst in der Seitenlage weiter, dann kniet Kevin zwischen Paulas Schenkeln und nimmt sie mit tiefen, schnellen Stößen, beide Male mit Nahaufnahmen ihrer kopulierenden Genitalien. Ihre sexuelle Begegnung endet damit, dass Kevin sieben Mal auf ihren Bauch ejakuliert.
Beverly bekommt Besuch von ihrem gut bestückten, schwarzen Freund Michael. Sie bittet ihn, Rodney zu finden, weil Jocelyn ihre Jungfräulichkeit an ihn verlieren will. Sie verbringen einige Zeit mit Sex, bevor er tut, worum sie ihn bittet. Michael beginnt damit, sie mit seiner Zunge zu verwöhnen, bevor Beverly sich kurz der Fellatio zuwendet. Sie liegt mit gespreizten Beinen auf ihrem Bett, als Michael in sie eindringt. Er variiert Geschwindigkeit und Tiefe seiner Stöße und Beverly berührt seine Genitalien, um die Szene interessanter zu gestalten. Sie wechseln für eine kurze Zeit in die Hündchenstellung, es folgt eine kurze Darbietung von Analverkehr, bevor Michael vier Tropfen auf ihren Hintern ejakuliert.
Michaels Bemühungen sind erfolgreich, so dass Jocelyn einen Anruf erhält und erfährt, dass sie Rodney in seiner Garage finden kann und sich sofort auf den Weg macht.
Kevin, der das Gespräch seiner Freundin mit Beverly belauscht hat, glaubt, dass er in Jocelyn den ersten Schuss setzen kann und besucht sie zu Hause, wo er von ihrer prüden Mutter Chelsea hereingebeten wird. Da Jocelyn nicht zu Hause ist, gelingt es ihm nach einem kurzen Wortwechsel, ihre Mutter für sich zu gewinnen. Als er seinen Vorschlag, sie solle „etwas für sich selbst tun“, illustriert, indem er mit intensivem Petting beginnt, geht Chelsea trotz ihrer anfänglichen Vorbehalte überraschend auf seine Berührungen ein, was zum Austausch von intensiven Zungenküssen führt, bevor es zum Geschlechtsverkehr kommt.
Zunächst erwidert sie seine Zärtlichkeiten mit ausgedehnter Fellatio, aber schließlich spreizt Chelsea auf dem Schreibtisch die Beine für ihn und lässt sich von ihm von Angesicht zu Angesicht nehmen, denn er sei „so groß“, sagt sie, dass sie sehen müsse, ob er hineinpasst – „meiner Tochter zuliebe“. Kevin führt sofort seinen Penis in ihre Scheide ein, beginnt mit dem Geschlechtsverkehr und bekräftigt ihn mit tiefen, leidenschaftlichen Bewegungen in ihr. Chelsea erweist sich als überraschend geschickte und leidenschaftliche Liebhaberin, die es ihm in verschiedenen Stellungen und mit unterschiedlichen Techniken besorgt. Sie ergreift während des fortschreitenden Geschlechtsverkehrs die Initiative und bittet ihn später, sie von hinten zu nehmen und da sie nicht will, dass er sich in sie entlädt, weil sie „sein heißes Sperma überall auf den Titten spüren und ihm dabei zusehen möchte“ bringt sie ihn dazu, mit sechs Spritzern eine üppige Menge Samen auf ihre großen Brüste zu ejakulieren.
In der Zwischenzeit ist Jocelyn in Rodneys Werkstatt angekommen. Sie sagt ihm, dass sie möchte, dass er sie entjungfert. Er nimmt das Angebot begeistert an und nach ausgiebigem Petting liebt er sie in seinem Auto zwischen ihren Beinen kniend, bevor er zur Hündchenstellung wechselt. Rodney ejakuliert viermal auf ihr Hinterteil und führt seinen Penis wieder in ihre Vagina ein. Jocelyn ist beeindruckt von seinen sexuellen Fähigkeiten und sagt, er sollte den Spitznamen „Rod“ oder „Hot Rod“ tragen.

## Kritiken
- Adult Video News[3] bewertet den Film mit der Note AAA und beurteilt ihn als rundum befriedigend: „Rundum gute Leistungen“. In launigem Ton wird die Glaubwürdigkeit von Debi Diamond und Tracey Adams in ihren Rollen angezweifelt: „Nun, wenn man Debi Diamond die Rolle als Jungfrau [...] abnimmt, dann kann man wohl auch Tracey Adams als ihre sexuell ausgehungerte Mutter glaubwürdig finden“. Gelobt wurden die durchweg guten schauspielerischen Leistungen, vor allem von Debi Diamond und Rachel Ryan, denen „Rundum gute Leistungen“ bescheinigt werden, wobei Tracey Adams diesen in nichts nachsteht: „Tracey Adams ist mindestens genauso ein Grund, sich diesen Sexfilm anzusehen wie alle anderen Frauen“. Zur Handlung heißt es: „North denkt, dass er der Erste von Debi sein wird, aber am Ende gewinnt er den Überraschungspreis: Tracey Adams, während Debi ihren Traummann Tom Byron bekommt“.

- Die Reviews in der Internet Movie Database IMDb[1] heben besonders die Professionalität der erfahrenen Darsteller hervor. Tracey Adams’ Arbeitsethik und ihre Bereitschaft, ihre Rolle ernst zu nehmen -besonders während des Geschlechtsverkehrs- führt zu einer herausragenden Szene, „die es Peter North erlaubt, die massive Entladung zu liefern, für die er bekannt ist. Miss Adams setzt diese gut ein und präsentiert sie schön auf einem angemessenen Platz“. Auch die Leistung der Newcomerin Paula Price wird positiv erwähnt, da ihre erste und einzige Darbietung mit North dem Film eine gewisse Frische verleiht. Die Handlung wird zwar als dünn kritisiert, der Film aber für Fans der Hauptdarsteller empfohlen.